# Soniya Nityanand
Soniya Nityanand es una inmunóloga india especializada en hematología. Su licenciatura y maestría fueron ambas por la King George's Medical College (KGMC) , Lucknow. Más tarde, en 1996, obtuvo el doctorado PhD en inmunología del Karolinska Estocolmo, Suecia.

## Carrera
A comienzos de su carrera, Nityanand trabajó como profesora asistente en medicina en KGMC, Lucknow donde sirvió de octubre de 1991 a noviembre de 1993. Después, desde 1993, miembro de facultad en SGPGIMS, inicialmente en el Departamento de Inmunología y luego en el Departamento de Hematología.
Entre 1991 a 1992, fue miembro visitante en inmunología y hematología en el Karolinska Institute de Estocolmo. 

## Premios
- Departamento de Biotecnología Nacional Premio Biosciences de Carrera 2003-04
- Premio Academia de Ciencia Nacional de Científico Joven, 1990
- Premio Dr. JC Patel y BC Mehta de la Asociación de Médicos de India, 2000
- Dr. NN Gupta Medalla de Oro
- Medalla del canciller para Mejor Estudiante Médico.